# Turmhaus Rothensee

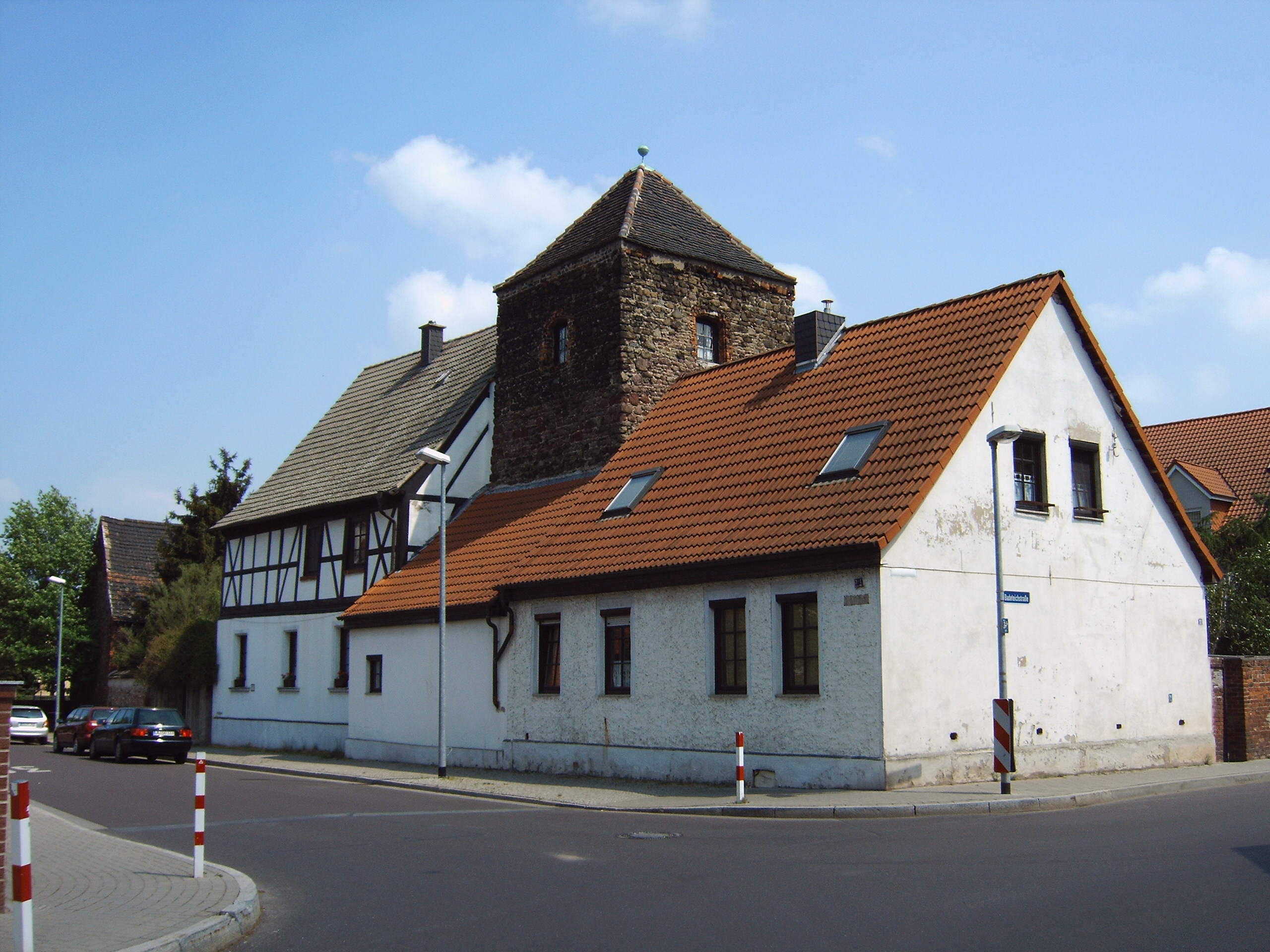
Turmhaus Rothensee – Turmstraße 1 – 2

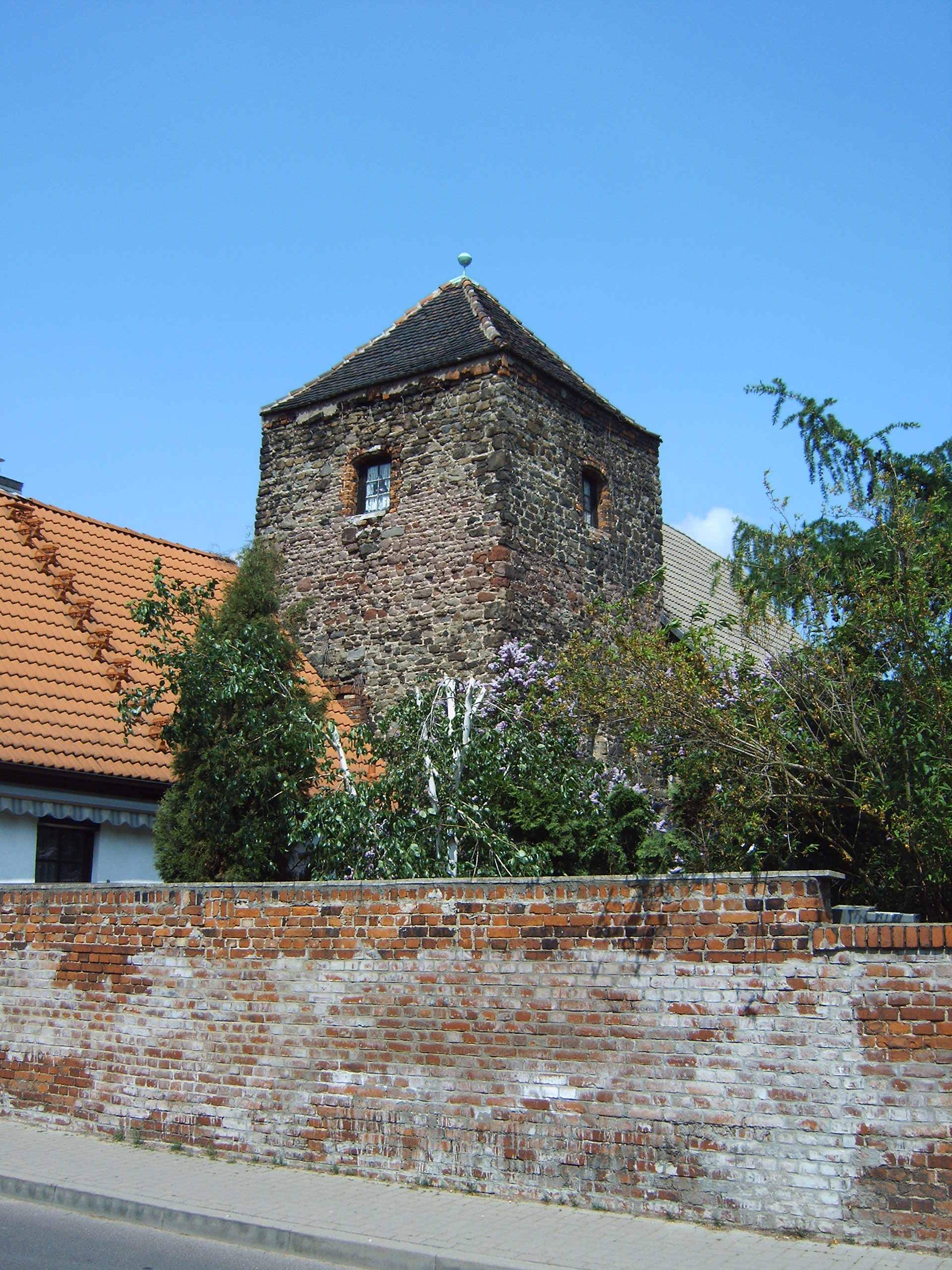
Südseite

Das Turmhaus Rothensee ist ein um einen Wohnturm entstandenes Wohngebäude im Magdeburger Stadtteil Rothensee.

## Architektur
Der dreistöckige aus Quarzitbruchsteinen erbaute Turm dürfte bereits aus dem 13. Jahrhundert, möglicherweise bereits aus der Zeit um 1200 stammen. Auf die Zeit der Romanik verweisen auch eine Rundbogentür an der nördlichen Seite des Mittelgeschosses und ein allerdings vermauertes Rundbogenfenster. Der Turm weist einen annähernd quadratischen Grundriss von 5,60 m × 5,80 m auf. Am Fuß beträgt die sich nach oben verjüngende Mauerstärke 1,30 m, am oberen Ende noch 0,80 m. Die alten Fensteröffnungen des Turms sind bloße Schlitze.
Der heutige Keller hat ein Tonnengewölbe. Es wird davon ausgegangen, dass das vormals als Vorratsraum dienende Kellergeschoss ursprünglich ebenerdig war und erst im Laufe der Jahrhunderte durch die Zunahme der Bodenhöhe der Umgebung zum Keller wurde. Das Mittelgeschoss verfügt über ein spitzbogig ausgeführtes Kreuzgratgewölbe und einen in der südöstlichen Ecke befindlichen Kamin. Vermutlich im 17. Jahrhundert kam ein flachgedecktes Geschoss hinzu. Die einzelnen Stockwerke haben untereinander keine Verbindung und waren nur von außen zugänglich. An der Turmnordseite schließt sich ein zweistöckiges Fachwerkhaus an, welches um 1650 entstand.

## Geschichte
Erbaut wurde der Turm vermutlich von den Rittern von Rothensee, die zwischen 1225 und 1313 nachgewiesen werden können. Neben einer Funktion als Symbol der Macht diente der Turm vor allem jedoch dem Schutz der Bewohner vor Angriffen. Rothensee lag im Grenzgebiet zum Siedlungsgebiet der Slawen. In diesem Zusammenhang kam es häufiger zu Auseinandersetzungen. Der Turm erlebte jedoch häufige Eigentümerwechsel. Während des Dreißigjährigen Kriegs gehörte er einem Hieronymus von Wüstenhoff, später einer bürgerlichen Familie, dann der Familie von Platen. Seit 1739 befindet sich der Turm im Besitz der Bauernfamilie Gerloff. Im 17. oder 18. Jahrhundert erfolgte ein Umbau des Turms, um die Bewohnbarkeit zu verbessern. Im 18. Jahrhundert kam es zu einem Brand des nördlichen Fachwerkhauses.
Auch derzeit wird der Turm privat als Wohngebäude genutzt.